# Kamenec (1250 m)
Kamenec (1) (historyczna nazwa niem. Heidstein) – szczyt o wysokości 1250 m n.p.m. (podawana jest też wysokość 1252 m n.p.m. , 1251,8 m n.p.m. lub 1250,3 m n.p.m. ) w paśmie górskim Wysokiego Jesionika (cz. Hrubý Jeseník), w północno-wschodnich Czechach, w Sudetach Wschodnich, na Morawach, w obrębie gminy Loučná nad Desnou, oddalony o około 6,5 km na zachód od szczytu góry Pradziad (cz. Praděd). Rozległość szczytu wraz ze stokami (powierzchnia stoków) szacowana jest na około 2,0 km², a średnie nachylenie wszystkich stoków wynosi około 15°.

## Charakterystyka
Kamenec (1) z uwagi na nieprzekraczającą minimalną wysokość pomiędzy szczytem i najniższym punktem przełęczy (minimalna deniwelacja względna) w kierunku góry Mravenečník (min. 5 m) nie jest przez niektórych autorów zaliczony jako odrębna góra. Traktowany raczej jako wydłużenie stoku góry Mravenečník.

### Lokalizacja

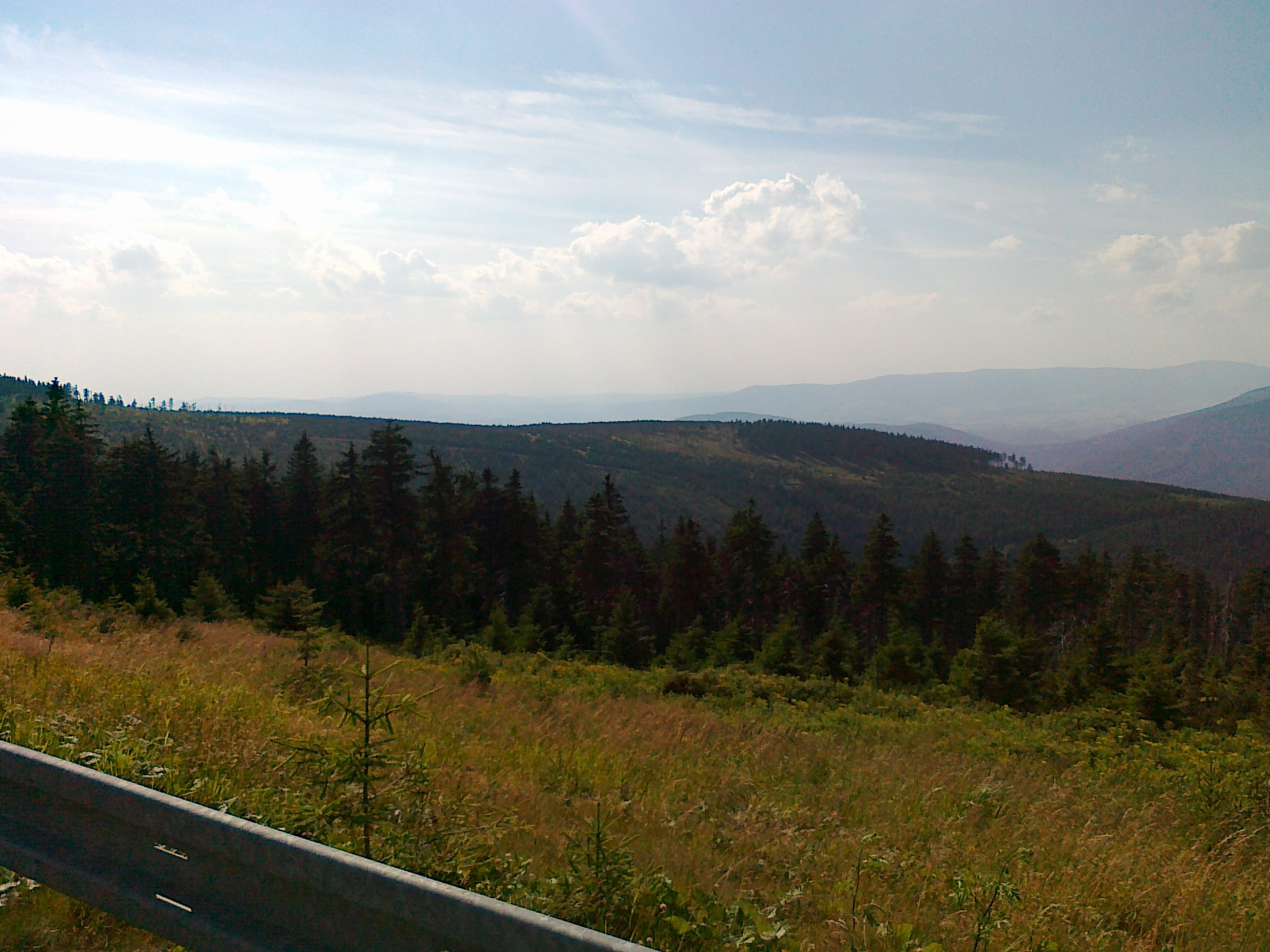
Widok z dolnej drogi wokół góry Dlouhé stráně na szczyt Kamenec (1) (2012 rok)

Szczyt Kamenec (1) położony jest w środkowo-zachodnim rejonie całego pasma Wysokiego Jesionika, leżący w części Wysokiego Jesionika, w północno-zachodnim obszarze (mikroregionu) o nazwie Masyw Pradziada (cz. Pradědská hornatina) oraz usytuowany na odgałęzieniu, biegnącym od bocznego grzbietu Masywu Pradziada, ciągnącym się od góry Hubertka do przełęczy Vlčí sedlo. Z tego powodu jest szczytem niewyraźnym, trudno rozpoznawalnym na tle całego masywu góry Dlouhé stráně, sprawiającym wrażenie „dopiętego” od północy do góry Mravenečník. Szczyt widoczny jest z drogi okalającej połać szczytową góry Pradziad, gdzie wyłania się po prawej stronie od zrównanej połaci szczytowej góry Dlouhé stráně. Ponadto bardzo dobrze widoczny z innego charakterystycznego punktu widokowego – z drogi okalającej szczyt góry Dlouhé stráně oraz z niektórych innych miejsc, jak np. ze skaliska szczytowego góry Hřbety czy też z drogi przy szczycie góry Medvědí hřbet.
Szczyt wraz ze stokami ograniczają: od południa przełęcz o wysokości 1249 m n.p.m. w kierunku szczytu Mravenečník, od południowego zachodu dolina potoku o nazwie  Tmavý potok, od północnego zachodu dolina potoku Tříramenný potok, od północy dolina nienazwanego potoku, będącego dopływem potoku Tříramenný potok, od północnego wschodu przełęcz o wysokości 1158 w kierunku szczytu Medvědí hora oraz od wschodu dolina potoku Borový potok. W otoczeniu szczytu Kamenec (1) znajdują się następujące szczyty: od północnego wschodu Medvědí hora i Tupý vrch, od południowego wschodu Dlouhé stráně i Mravenečník, od południowego zachodu Čepel, od zachodu Jedlový vrch oraz od północnego zachodu Skály (2) i Suchá hora.

### Szczyt
Bezpośrednio na sam szczyt nie prowadzi żaden szlak turystyczny. Połać szczytowa znajduje się wśród niewielkiego przerzedzenia drzewostanu boru świerkowego, pokryta trawą wysokogórską. Na połaci szczytowej nie ma punktu geodezyjnego. Państwowy urząd geodezyjny o nazwie (cz. Český úřad zeměměřický a katastrální (CÚZK)) w Pradze podaje jako najwyższy punkt – szczyt – o wysokości 1250,0 m n.p.m. i współrzędnych geograficznych (50°04′46,2″N 17°08′25,6″E/50,079500 17,140444). Szczyt z uwagi na zalesienie nie jest punktem widokowym i jest rozpoznawalny orientacyjnie.
Dojście do szczytu następuje z czerwonego szlaku turystycznego . Przechodząc nim ze skrzyżowania turystycznego Tetřěví chata w kierunku skrzyżowania Mravenečník (sedlo) odcinek o długości około 550 m, należy skręcić w prawo, w nieoznakowaną ścieżkę, którą należy dalej przejść odcinek o długości około 320 m.

### Stoki
W obrębie szczytu można wyróżnić trzy następujące zasadnicze stoki:
- północno-zachodni, biegnący od połaci szczytowej ku dolinie potoku Tříramenný potok
- północny, biegnący od połaci szczytowej do mniej więcej skrzyżowania turystycznego Medvědí hora (lan.)
- północno-wschodni, biegnący od połaci szczytowej ku dolinie potoku Borový potok

Występują tu wszystkie typy zalesienia: bór świerkowy, las mieszany oraz las liściasty, przy czym dominuje zalesienie borem świerkowym. Górne partie wszystkich stoków w pobliżu połaci szczytowej pokryte są borem świerkowym, natomiast w miarę obniżania wysokości stok północno-zachodni przechodzi w las mieszany i las liściasty, a stok północno-wschodni w niewielkie obszary lasu mieszanego. Wszystkie stoki charakteryzują się znaczną zmiennością wysokości zalesienia. Na stokach północno-zachodnim i północnym znajdują się obszary ogołoceń, kilkusetmetrowe przecinki stokowe i dukty oraz na niemalże wszystkich stokach większe polany. Ponadto na stokach północnym i północno-wschodnim występują skaliska, a na stoku północnym w odległości około 160 m na północny zachód od szczytu nawet grupa skalna. 
Stoki mają stosunkowo jednolite i zróżnicowane nachylenia. Średnie nachylenie stoków waha się bowiem od 8° (stok północny) do 17° (stok północno-zachodni). Średnie nachylenie wszystkich stoków (średnia ważona nachyleń stoków) wynosi około 15°. Maksymalne średnie nachylenie stoku północno-wschodniego, w pobliżu skaliska, położonego niedaleko szczytu Medvědí hora na odcinku 50 m nie przekracza 45°. Poza wytyczonym jedynym szlakiem turystycznym, stoki pokryte są siecią dróg na których wytyczono szlaki rowerowe (m.in. Uhlířská cesta) oraz na ogół nieoznakowanych ścieżek. Przemierzając je zaleca się korzystanie ze szczegółowych map, z uwagi na zawiłości ich przebiegu, zalesienie oraz zorientowanie w terenie. Blisko połaci szczytowej, w odległości około 210 m na zachód utworzono pole z rampą do startów lotni i paralotni o nazwie PG startoviště Kamenec.

#### Elektrownia wiatrowa

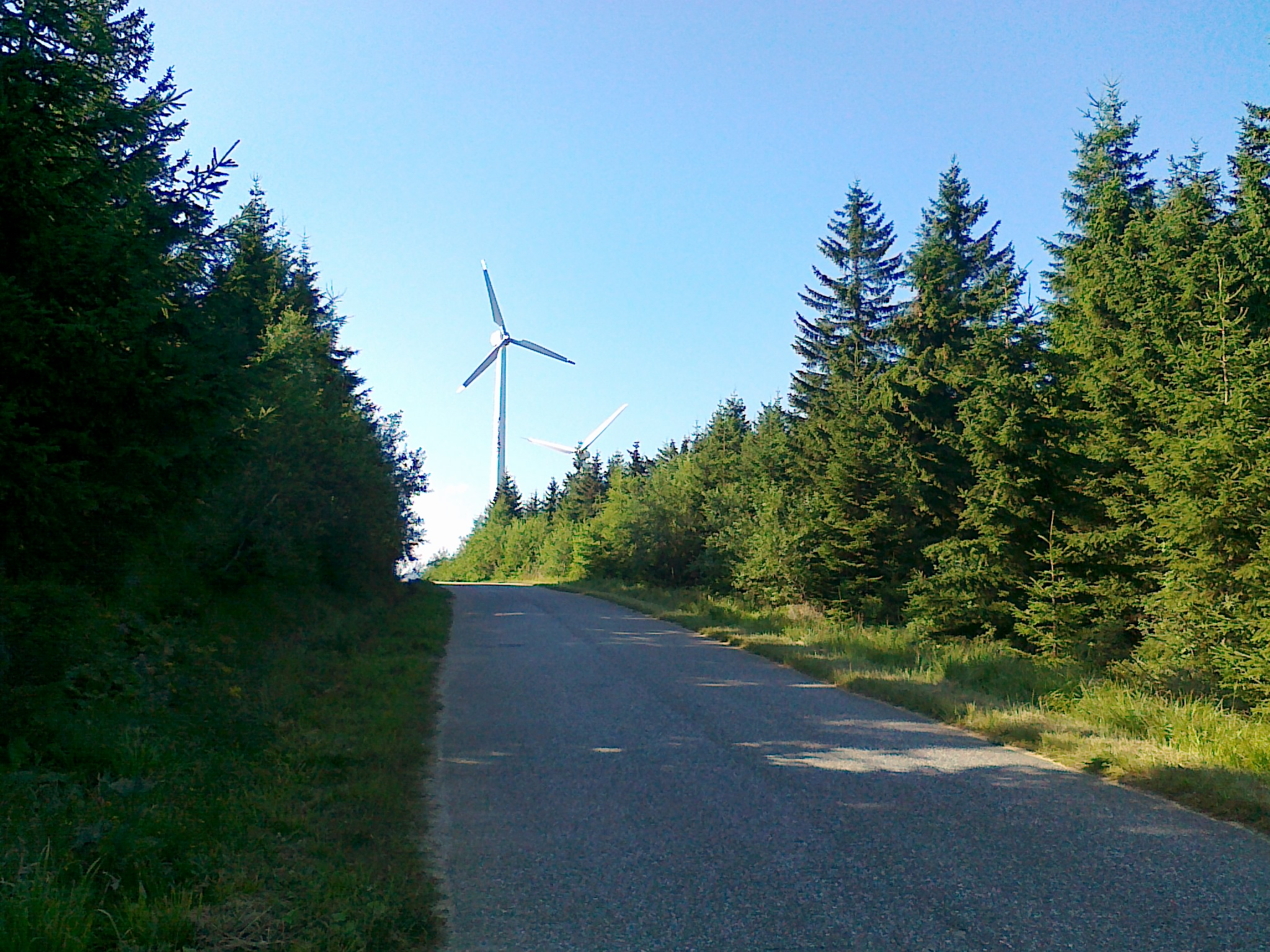
Widok z czerwonego szlaku rowerowego, na wieże – turbiny wiatrowe elektrowni wiatrowej Mravenečník (2012 rok)

Z uwagi na obszar, na którym średnia roczna prędkość wiatru wynosiła około 8,0 m/s podjęto w latach 90. XX wieku decyzję o budowie u podnóża stoku północnego szczytu Kamenec (1), na połaci blisko szczytu Medvědí hora, w pobliżu skrzyżowania o nazwie Tetřeví chata elektrowni wiatrowej, złożonej z trzech wież – turbin wiatrowych. Elektrownia wiatrowa Mravenečník (cz. Větrná elektrárna – Mravenečník) została zbudowana w latach 1995–1998. Początkowo postawiono wieżę typu Wind World 220 kW, potem dwie prototypowe wieże typu EWT 315 kW i EWT 630 kW, które dostarczyła czeska firma Energovars. 
Składa się ona z trzech oddzielnych wież, turbin wiatrowych o wysokości trzonu (38–42) m i długości ostrzy wirnika turbiny, odpowiednio (12, 15 i 21) m oraz mocy elektrycznej, odpowiednio (220, 315 i 630) kW. Całkowita moc elektrowni wynosi 1,2 MW. Wieże oddalone są od siebie w łukowatej linii o około 90 m, wzdłuż pobocza czerwonego szlaku rowerowego , zlokalizowane na wysokościach: (1150, 1153 i 1160) m n.p.m..
W latach 1997–2002 elektrownia wiatrowa była częścią eksperymentalnego kompleksu odnawialnej elektrowni słonecznej o mocy elektrycznej 10 kW. Z uwagi na małą wydajność, panelowe ogniwa słoneczne zdemontowano, przenosząc je do elektrowni jądrowej Dukovany. Elektrownią zarządza firma Bonoco z Pilzna. Planuje ona modernizację elektrowni poprzez demontaż trzech starych wież i budowę dwóch nowych, znacznie wyższych typu Enercon E–70 firmy Enercon (o wysokości trzonu, w wariantach (64, 85, 98 lub 113) m i długości ostrza wirnika 35 m), o większej wydajności 2300 kW. Z decyzją zarządu firmy Bonoco nie zgadzają się ekolodzy, protestując przeciw decyzji o jej modernizacji, która – jak twierdzą – znacznie zakłóci ekosystem Obszaru Chronionego Krajobrazu Jesioniki.

### Geologia
Pod względem geologicznym Kamenec (1) ze stokami należy do jednostki określanej jako kopuła Desny i zbudowany jest ze skał metamorficznych, głównie z: gnejsów (biotytów, muskowitów, chlorytów), fyllonitów i amfibolitów.

### Wody
Grzbiet główny (grzebień) góry Pradziad, biegnący od przełęczy Skřítek do przełęczy Červenohorské sedlo oraz dalej do przełęczy Ramzovskiej (cz. Ramzovské sedlo) jest częścią granicy Wielkiego Europejskiego Działu Wodnego, dzielącej zlewiska Morza Bałtyckiego i Morza Czarnego . 
Szczyt wraz ze stokami położony jest na południowy zachód od tej granicy, należy więc do zlewni Morza Czarnego, do którego płyną wody m.in. z dorzecza Dunaju, będącego przedłużeniem płynących z tej części Wysokiego Jesionika górskich potoków (m.in. płynących w pobliżu stoków potoków: Tmavý potok, Borový potok czy Tříramenný potok). Ze stoku północno-zachodniego bierze swój początek krótki, nienazwany potok, będący dopływem potoku Tříramenný potok. W obrębie stoków nie występują m.in. wodospady czy kaskady.

## Ochrona przyrody
Szczyt ze stokami znajduje się w obrębie wydzielonego obszaru objętego ochroną o nazwie Obszar Chronionego Krajobrazu Jesioniki (cz. Chráněná krajinná oblast (CHKO) Jeseníky), a utworzonego w celu ochrony utworów skalnych, ziemnych i roślinnych oraz rzadkich gatunków zwierząt. Na stokach nie utworzono żadnych rezerwatów przyrody lub innych obiektów nazwanych pomnikami przyrody.
Na stoku północnym oraz przez stoki i szczyt sąsiedniej Medvědí hory, na wysokościach (1080–1163) m n.p.m. wyznaczono w 2013 roku okrężną ścieżkę dydaktyczną o nazwie (cz. Naučná stezka Rysí skála) o długości około 2 km na odcinku: 
 Medvědí hora (lan.) – punkt widokowy Vyhlídka Rysí skála – szczyt Medvědí hora – Tetřeví chata – Medvědí hora (lan.) (z 10 stanowiskami obserwacyjnymi na trasie)

## Turystyka
W obrębie szczytu i stoków nie ma żadnego schroniska turystycznego lub hotelu górskiego. Góra jest chętnie odwiedzana przez turystów i rowerzystów, a w mniejszym stopniu sam szczyt. Do najbliższej miejscowości Loučná nad Desnou z bazą hoteli i pensjonatów, jest od szczytu jest około 3,5 km w kierunku zachodnim. W odległości około 800 m na północ od szczytu zlokalizowano górną stację kolejki krzesełkowej na trasie Kouty nad Desnou – Medvědí hora. 
Kluczowym punktem turystycznym jest oddalone o około 820 m na północ od szczytu skrzyżowanie turystyczne Tetřěví chata, z podaną na tablicy informacyjnej wysokością 1165 m, przez które przechodzi jedyny szlak turystyczny, jeden ze szlaków rowerowych, ścieżka dydaktyczna oraz trasa narciarstwa biegowego. 

### Chaty łowieckie

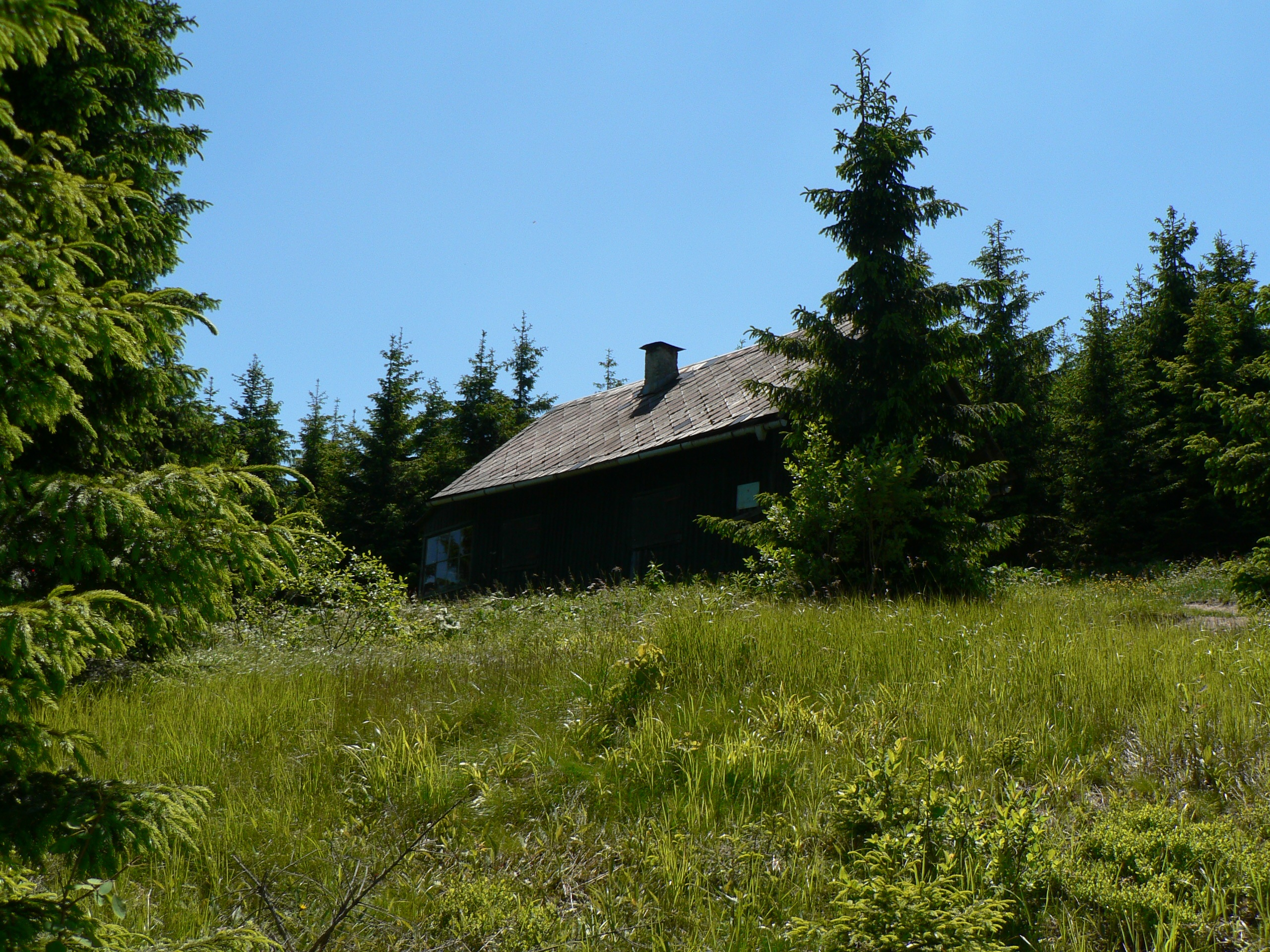
Tetřeví chata (1) na stoku Kamenca (1) (2010 rok)

Na stokach przy drogach, położone są dwie chaty, ale nie mają one charakteru typowych schronisk turystycznych, a które zalicza się do tzw. chat łowieckich.
| Chaty na stokach Kamenca (1) |                              |                          |                                                                |                                               |
| Lp.                          | Chata                        | Odległość od szczytu m   | Lokalizacja                                                    | Współrzędne geograficzne                      |
| 1                            | Tetřeví chata (1)            | 550 m na północny wschód | stok północny, blisko skrzyżowania turystycznego Tetřeví chata | 50°05′01,0″N 17°08′38,8″E/50,083611 17,144111 |
| 2                            | Uhlířská chata (Ruská chata) | 1180 na północny zachód  | stok północno-zachodni, przy białym szlaku rowerowym           | 50°05′08,2″N 17°07′41,1″E/50,085611 17,128083 |

### Szlaki turystyczne
Klub Czeskich Turystów (cz. Klub Českých Turistů) wytyczył w obrębie stoków jeden szlak turystyczny na trasie:
 Kouty nad Desnou – góra Skály (2) – przełęcz U obrázku – Medvědí hora – Kamenec (1) – góra Mravenečník – szczyt Dlouhé stráně – górny zbiornik elektrowni szczytowo-pompowej Dlouhé Stráně – U Okenní štoly

### Szlaki rowerowe i trasy narciarskie
Wokół stoków przebiegają również cztery szlaki rowerowe na trasach:
 Loučná nad Desnou – góra Seč – góra Čepel – góra Mravenečník – Medvědí hora – Kamenec (1) – góra Dlouhé stráně – góra Velká Jezerná – dolina rzeki Divoká Desná – Kouty nad Desnou – góra Černá stráň – przełęcz Přemyslovské sedlo – góra Tři kameny – góra Ucháč – góra Jelení skok – góra Loveč – góra Lískovec – Loučná nad Desnou
 Přemyslovské sedlo – Přemyslov – Loučná nad Desnou – góra Seč – Kamenec (1) – góra Skály (2) – przełęcz U obrázku – Medvědí hora – Kouty nad Desnou
 Góra Mravenečník – Kamenec (1) – góra Dlouhé stráně – góra Vřesník – góra Homole – góra Vřesník – góra Dlouhé stráně – góra Mravenečník
 U Obrazku – Kamenec (1) – góra Mravenečník – Margareta (lov. ch.)
Ponadto przez stok północno-zachodni przebiega jedna z czterech tras kolarstwa górskiego ośrodka Bikepark Kouty:
 „Uhlířská stopa” Górna stacja kolejki linowej – Mědvědí hora – Kamenec (1) – przełęcz U obrázku – góra Skály (2) – Kouty nad Desnou
W okresach ośnieżenia wzdłuż szlaków rowerowych wytyczono trasy narciarstwa biegowego. W obrębie góry nie poprowadzono żadnej trasy narciarstwa zjazdowego.